# Agapetus tomus
Agapetus tomus là một loài Trichoptera trong họ Glossosomatidae. Chúng phân bố ở miền Tân bắc.